# Monarca de Rowley
El monarca de Rowley (Eutrichomyias rowleyi) és un ocell de la família dels ripidúrids (Rhipiduridae) i única espècie del gènere Eutrichomyias Meise, 1939.

## Hàbitat i distribució
Habita els boscos de les illes Sangihe, prop de la costa nord de Sulawesi.